# Christian Eyenga
Pour les articles homonymes, voir Eyenga.
Christian Eyenga Moenge, né le 22 juin 1989 à Kinshasa en République démocratique du Congo, est un joueur congolais de basket-ball. Il évolue aux postes d'ailier fort et d'ailier.

## Biographie
Après avoir été formé au Basket club biso na biso, Christian Eyenga commence sa carrière dans son pays dans le club d'Onatra Kinshasa. Il arrive en Espagne en 2007, à Prat, en troisième division, rejoignant au cours de la saison 2007-2008, la Joventut Badalona, dont Prat est un club affilié. Il retourne à Prat pour la saison suivante.
Il est sélectionné au 30e rang de la draft 2009 par les Cavaliers de Cleveland, alors qu'il joue encore en deuxième division espagnole. En 2009-2010, il revient de nouveau à Badalona.
Il participe à la NBA Summer League 2010 avec les Cavaliers. Le 23 juillet 2010, Christian Eyenga signe un contrat de deux ans avec les Cavaliers pour un montant de deux millions de dollars. Le 18 novembre, il est envoyé en D-League, chez les BayHawks d'Érié. Le 2 janvier, il est rappelé dans l'effectif des Cavaliers et fait ses débuts en NBA le même jour, contre les Mavericks de Dallas où il termine avec quatre points et trois rebonds. En février, il signe deux dunks exceptionnels, dont un sur la tête de Pau Gasol, lors de la victoire contre les Lakers de Los Angeles.
En octobre 2011, il retourne à la Joventut Badalone en Espagne durant le NBA Lockout 2011.
Le 15 mars 2012, il rejoint les Lakers de Los Angeles en compagnie de Ramon Sessions contre un tour de draft 2012 protégé, Jason Kapono et Luke Walton.
Le 10 août 2012, Eyenga est envoyé au Magic d'Orlando dans le transfert envoyant Dwight Howard aux Lakers.
Le 23 octobre 2012, Eyenga est coupé par le Magic. Puis, il est sélectionné par les Legends du Texas en D-League. Le 4 janvier 2013, il est libéré par les Legends et il signe au Shanxi Zhongyu en Chine. En février 2013, il revient chez les Legends après un mois en Chine.
Le 25 juillet 2013, il signe en Pologne au Stelmet Zielona Góra.
Le 4 août 2014, il signe un contrat d'un an avec le club polonais de Turów Zgorzelec mais il est licencié en septembre,. En septembre 2014, il est libéré par le club polonais.
Le 12 novembre 2014, il signe un contrat d'un an en Italie dans l'équipe du Pallacanestro Varese.
Le 9 juillet 2015, il signe à Sassari.
Au mois de mai 2017, il rejoint l'Unicaja Málaga pour disputer les playoffs du championnat espagnol et pallier la blessure d'Adam Waczyński. Il prend part à 6 rencontres où il marque 9,7 points et prend 3,3 rebonds en 17,0 minutes de jeu par match.
En Novembre 2023, il rejoint le Lille LMBC en Pro B française.

## Palmarès

### En club
- Champion de  la Division Pacifique en 2012 avec les Lakers de Los Angeles.

### Distinctions personnelles
- MVP du All-Star Game de Serie A en 2015.
- Nommé joueur le plus spectaculaire de la saison 2017-2018 de Liga Endesa[9].

## Records sur une rencontre en NBA
Les records personnels de Christian Eyenga en NBA sont les suivants, :
| Type de statistique        | Saison régulière | Saison régulière          | Saison régulière | Playoffs | Playoffs            | Playoffs      |
| Type de statistique        | Record           | Adversaire                | Date             | Record   | Adversaire          | Date          |
| -------------------------- | ---------------- | ------------------------- | ---------------- | -------- | ------------------- | ------------- |
| Points                     | 16               | Raptors de Toronto        | 5 janvier 2011   | 2        | 2 fois              | 2 fois        |
| Paniers marqués            | 7                | 2 fois                    | 2 fois           | 1        | 2 fois              | 2 fois        |
| Paniers tentés             | 15               | 2 fois                    | 2 fois           | 2        | @ Nuggets de Denver | 10 mai 2012   |
| Paniers à 3 points réussis | 3                | 2 fois                    | 2 fois           | -        | -                   | -             |
| Paniers à 3 points tentés  | 5                | @ Pistons de Détroit      | 11 avril 2011    | -        | -                   | -             |
| Lancers francs réussis     | 3                | @ Bulls de Chicago        | 22 janvier 2011  | -        | -                   | -             |
| Lancers francs tentés      | 4                | @ Bulls de Chicago        | 22 janvier 2011  | 1        | @ Nuggets de Denver | 10 mai 2012   |
| Rebonds offensifs          | 3                | Trail Blazers de Portland | 5 février 2011   | 1        | Nuggets de Denver   | 29 avril 2012 |
| Rebonds défensifs          | 7                | Knicks de New York        | 25 février 2011  | 1        | @ Nuggets de Denver | 10 mai 2012   |
| Rebonds totaux             | 8                | Knicks de New York        | 25 février 2011  | 1        | 2 fois              | 2 fois        |
| Passes décisives           | 5                | Pacers de l'Indiana       | 2 février 2011   | 1        | @ Nuggets de Denver | 10 mai 2012   |
| Interceptions              | 3                | 3 fois                    | 3 fois           | 1        | @ Nuggets de Denver | 10 mai 2012   |
| Contres                    | 2                | 10 fois                   | 10 fois          | 1        | @ Nuggets de Denver | 10 mai 2012   |
| Balles perdues             | 3                | 4 fois                    | 4 fois           | 1        | Nuggets de Denver   | 29 avril 2012 |
| Minutes jouées             | 37               | Pacers de l'Indiana       | 2 février 2011   | 7        | @ Nuggets de Denver | 10 mai 2012   |

- Double-double : 0
- Triple-double : 0